# Pitigliano
Pitigliano ist eine italienische Gemeinde mit 3545 Einwohnern (Stand 31. Dezember 2023) im Südosten der Provinz Grosseto in der Toskana, zwischen steil eingeschnittenen Tälern gelegen mit einem mittelalterlichen Stadtkern.
Die Gemeinde ist Mitglied der Vereinigung I borghi più belli d’Italia ‚Die schönsten Orte Italiens‘.

## Geografie
Der Tuffstein dieser Gegend ist auf die vulkanische Vergangenheit dieses Teils der Toskana zurückzuführen. Etwa 20 km von Pitigliano entfernt liegt der Bolsena-See, eine Caldera von etwa 14 km Durchmesser. Sie ist das Ergebnis enormer vulkanischer Explosionen, die sich vor etwa 300.000 Jahren ereignet haben. Der Monte Amiata, ein 1738 m hoher erloschener Vulkan, ist von Pitigliano aus zu sehen, im Winter ist er ein beliebtes Skigebiet. Pitigliano selbst liegt an den Flüssen Lente und Meleta.
Einziger Ortsteil (Frazione) ist Casone (524 m, ca. 130 Einwohner).
Zu den Nachbargemeinden gehören Farnese (VT), Ischia di Castro (VT), Latera (VT), Manciano, Sorano und Valentano (VT).

## Geschichte
Die Stadt liegt im ursprünglich etruskischen Stammland und ist auf einen ca. 300 m hoch gelegenen Tuffsteinfelsen gebaut. Der Tuff ist auch das hier übliche Baumaterial, das in Ziegelform aus dem Fels geschnitten wird. Pitigliano ist von den tiefen Schluchten der Bäche Lente und Meleta umflossen, die sich im Lauf der Zeit in das Plateau geschnitten haben. Zusätzlich zu den natürlichen Canyons finden sich rund um die Stadt viele sogenannte Vie Cave, Wegsysteme der Etrusker, die in den Tuffstein gegraben wurden. Diese Etruskerstraßen sind zum Teil mit ausgeklügelten Entwässerungssystemen versehen.
Die erste schriftliche Erwähnung der Stadt stammt aus dem Jahr 1061. Im frühen 13. Jahrhundert gehörte die Stadt zum Besitz der Aldobrandeschi und wurde zum Hauptort der Umgebung. 1293 ging sie dann an die Orsini, Anfang des 17. Jahrhunderts an die Medici, welche sie 1604 in das Großherzogtum Toskana eingliederten. Im Zuge des Risorgimento im 19. Jahrhundert wurde sie Teil des Königreichs Italien.
Die Geschichte der Stadt ist stärker als an anderen Orten der Maremma von Juden mitgeprägt, die im 16. Jahrhundert in Pitigliano Zuflucht vor Verfolgung und Vertreibung fanden. Ein Verein kümmert sich um das jüdische Erbe der Stadt, so dass die Synagoge und das jüdische Viertel einer seit 1500 bestehenden sephardischen Gemeinde (Piccola Gerusalemme ‚Klein-Jerusalem‘) in der Altstadt heute restauriert und wieder zu besichtigen sind.

## Bevölkerungsentwicklung

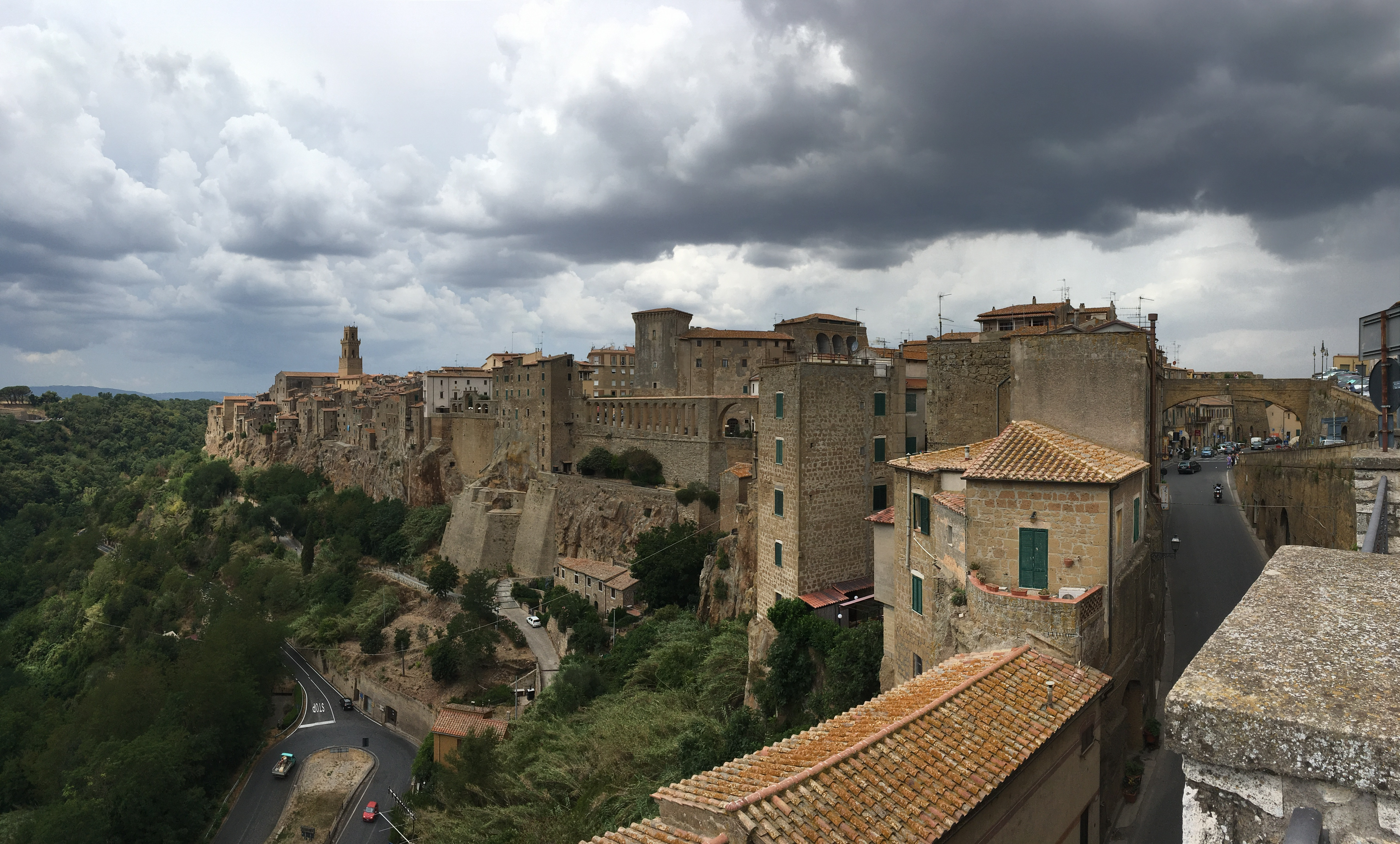

## Sehenswürdigkeiten

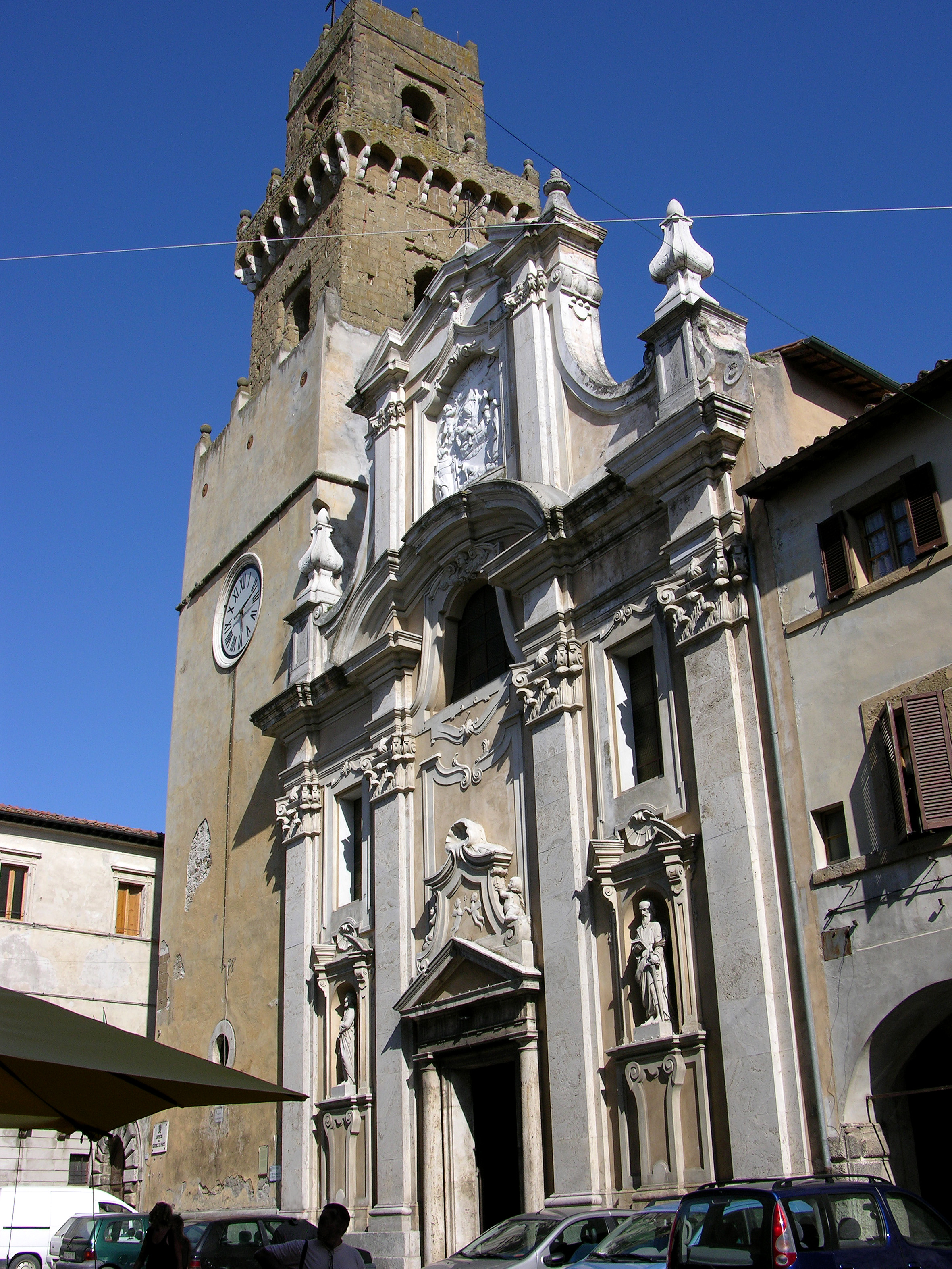
Cattedrale dei Santi Pietro e Paolo

- Die Kathedrale „Santi Pietro e Paolo“ des Bistums Pitigliano-Sovana-Orbetello geht auf das Mittelalter zurück. Im 16. Jahrhundert und danach wurde sie stark verändert und hat heute eine spätbarocke Fassade. Enthält zwei Werke von Pietro Aldi. Der Campanile, im Kern ein zum Kirchturm umgebauter mittelalterlicher Geschlechterturm, überragt weithin sichtbar die Stadt.
- Die Kirche San Rocco ist die älteste Kirche der Stadt und wurde schon 1274 urkundlich erwähnt. An der äußeren Nordwand befindet sich ein Steinrelief aus dem 12. Jahrhundert.
- Der Palazzo Orsini wurde am einzigen natürlichen Zugang zur Stadt als Verteidigungsanlage errichtet und wurde über mehrere Jahrhunderte immer wieder erweitert. In der Burg befindet sich heute der Bischofssitz, ein Museum religiöser Kunst sowie das städtische archäologische Museum.
- Der beeindruckende Aquädukt wurde in der Mitte des 16. Jahrhunderts begonnen, aber erst im 17. Jahrhundert unter den Medici vollendet.
- Im Bereich des ehemaligen jüdischen Viertels sind die Synagoge sowie die Überreste einer Mikwe, einer koscheren Schlachterei und Bäckerei zu besichtigen.
- Rund um Pitigliano finden sich eine große Anzahl von Grabstätten der Etrusker, deren bekannteste die „Tomba Ildebranda“ ist. Sie ist fälschlich benannt nach dem berühmten Ildebrando von Sovana, der im 11. Jahrhundert als Papst Gregor VII. in die Kirchengeschichte einging. Die Ausgrabungsstätte ist öffentlich zugänglich.
- Nahe Pititgliano befinden sich Via Cave.
- Ein weiteres bedeutendes Zeugnis der etruskischen Kultur in der Umgebung der Stadt sind die Reste der Siedlung „Poggio Buco“ zwischen Pitigliano und Manciano, wo sich auch ein Museum befindet, das sich mit der Geschichte der Gegend befasst.

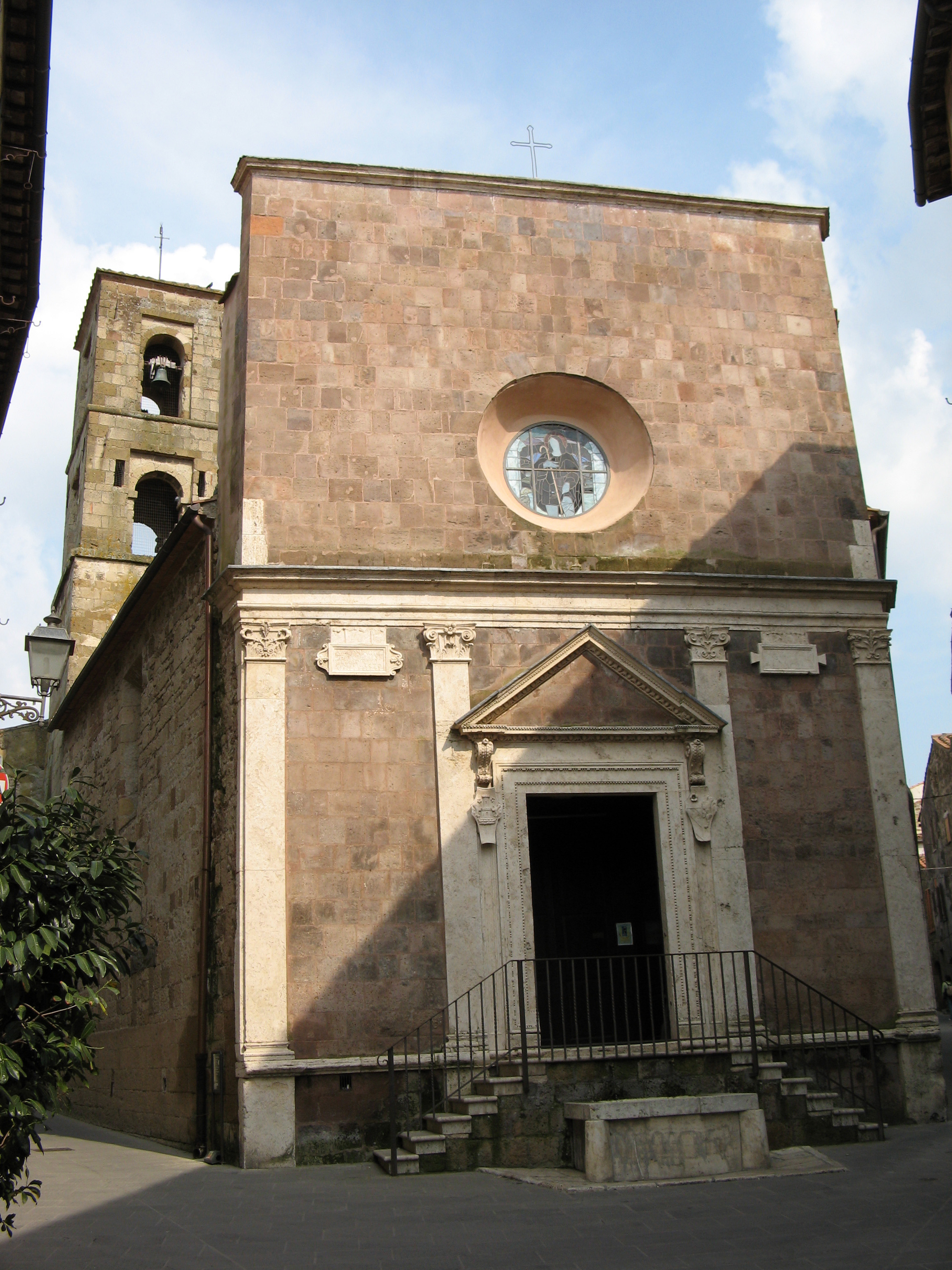
Kirche Santa Maria e San Rocco
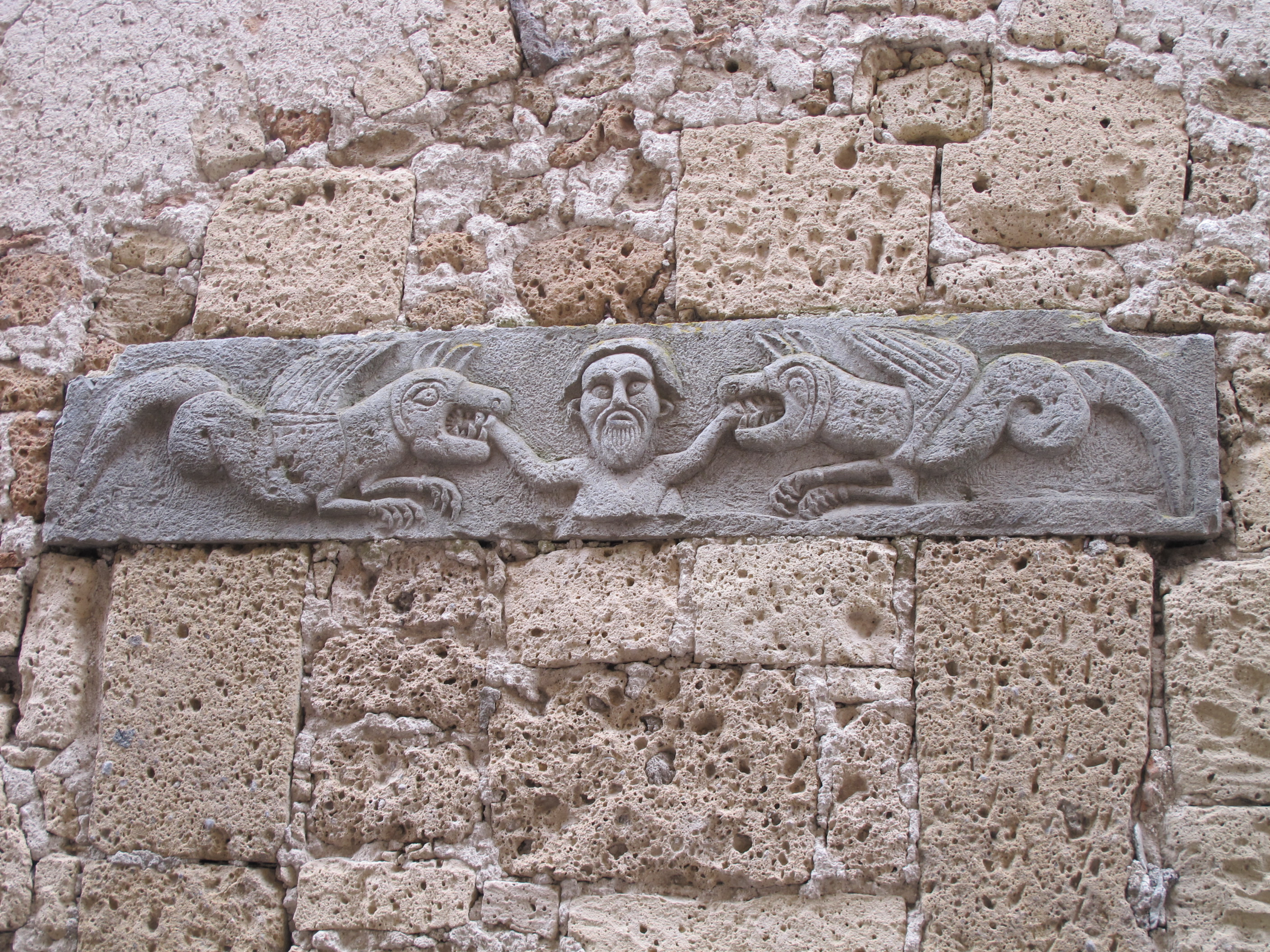
Relief an der Kirche Santa Maria e San Rocco
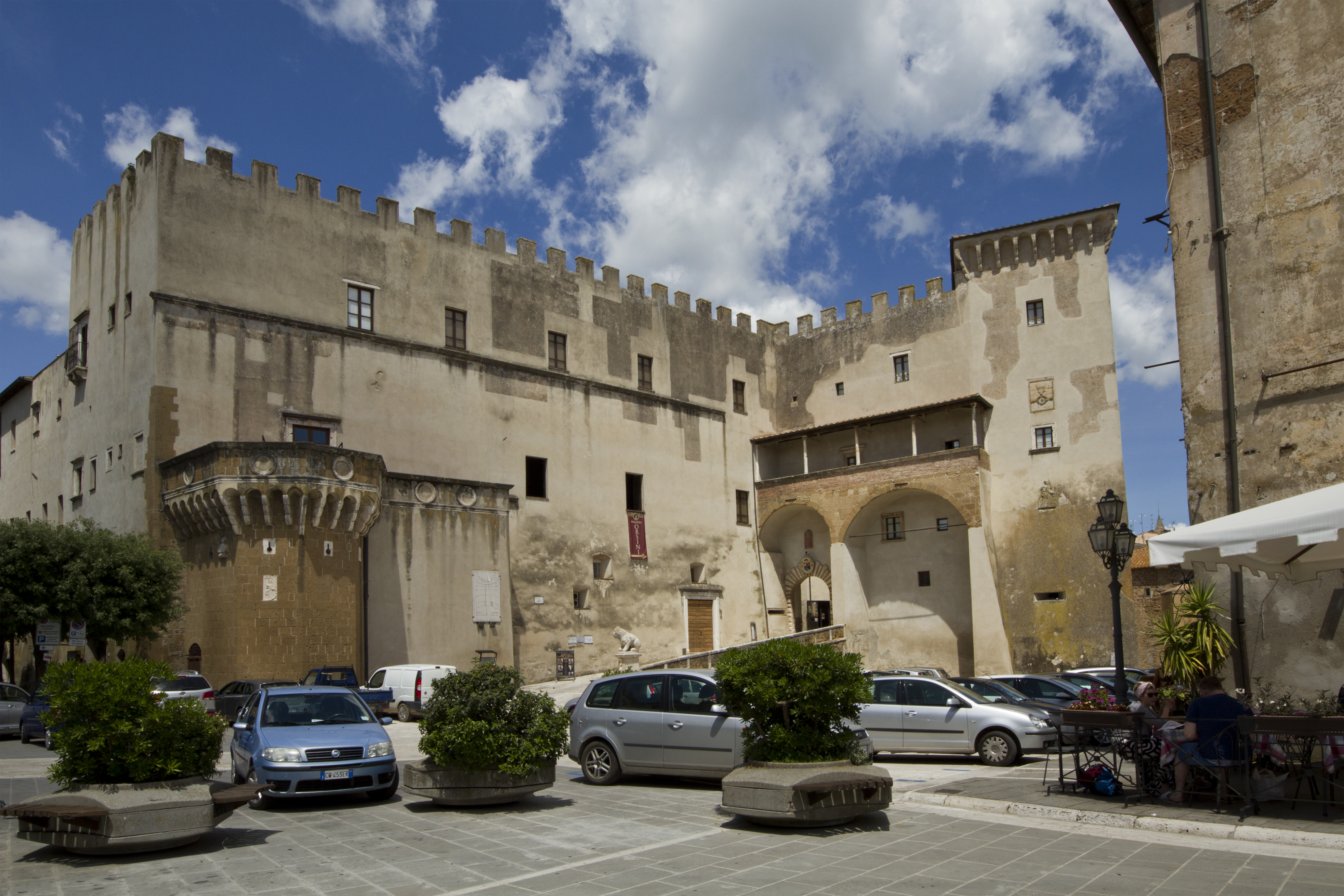
Palazzo Orsini
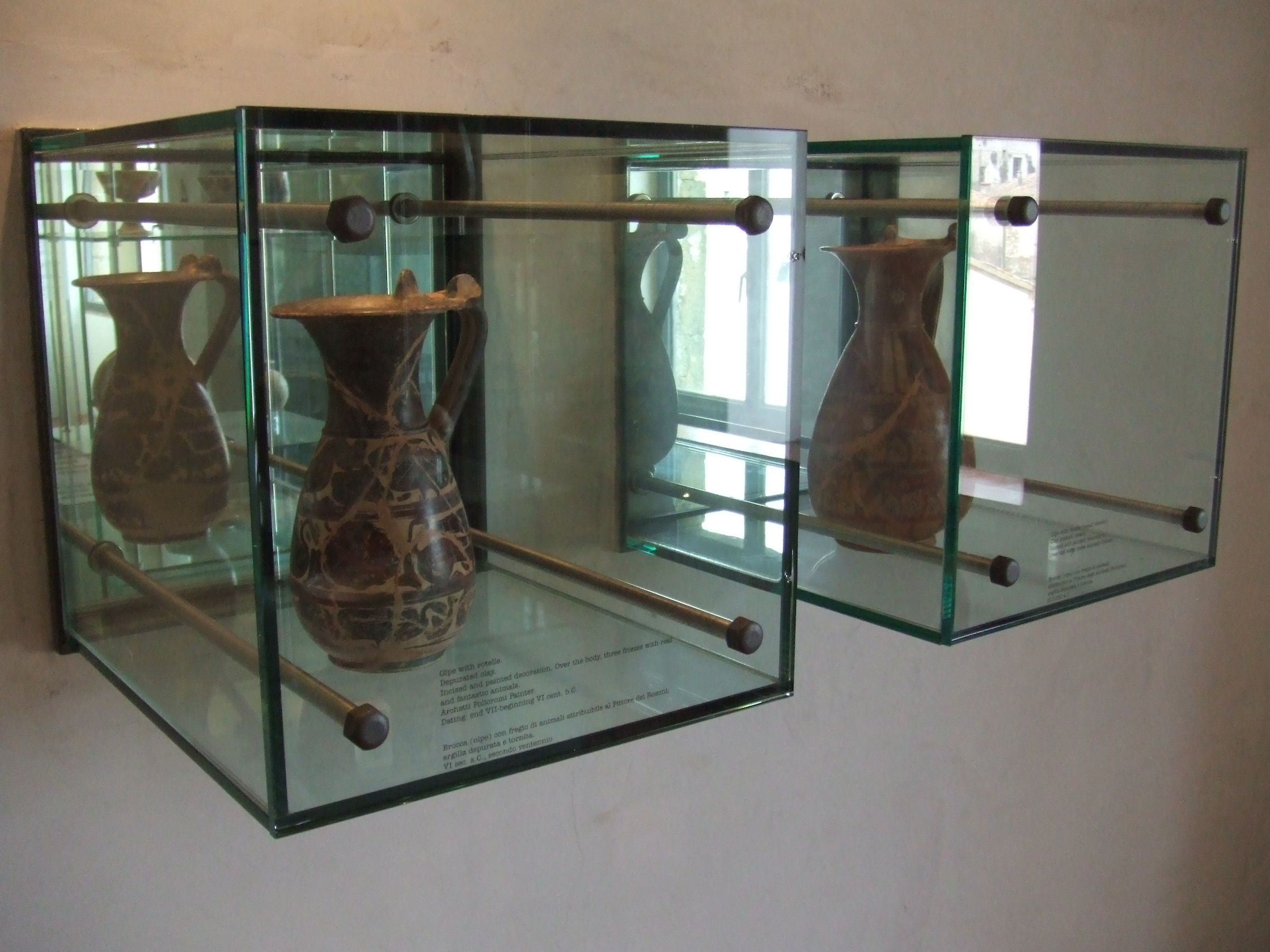
Exponate im Museo civico archeologico
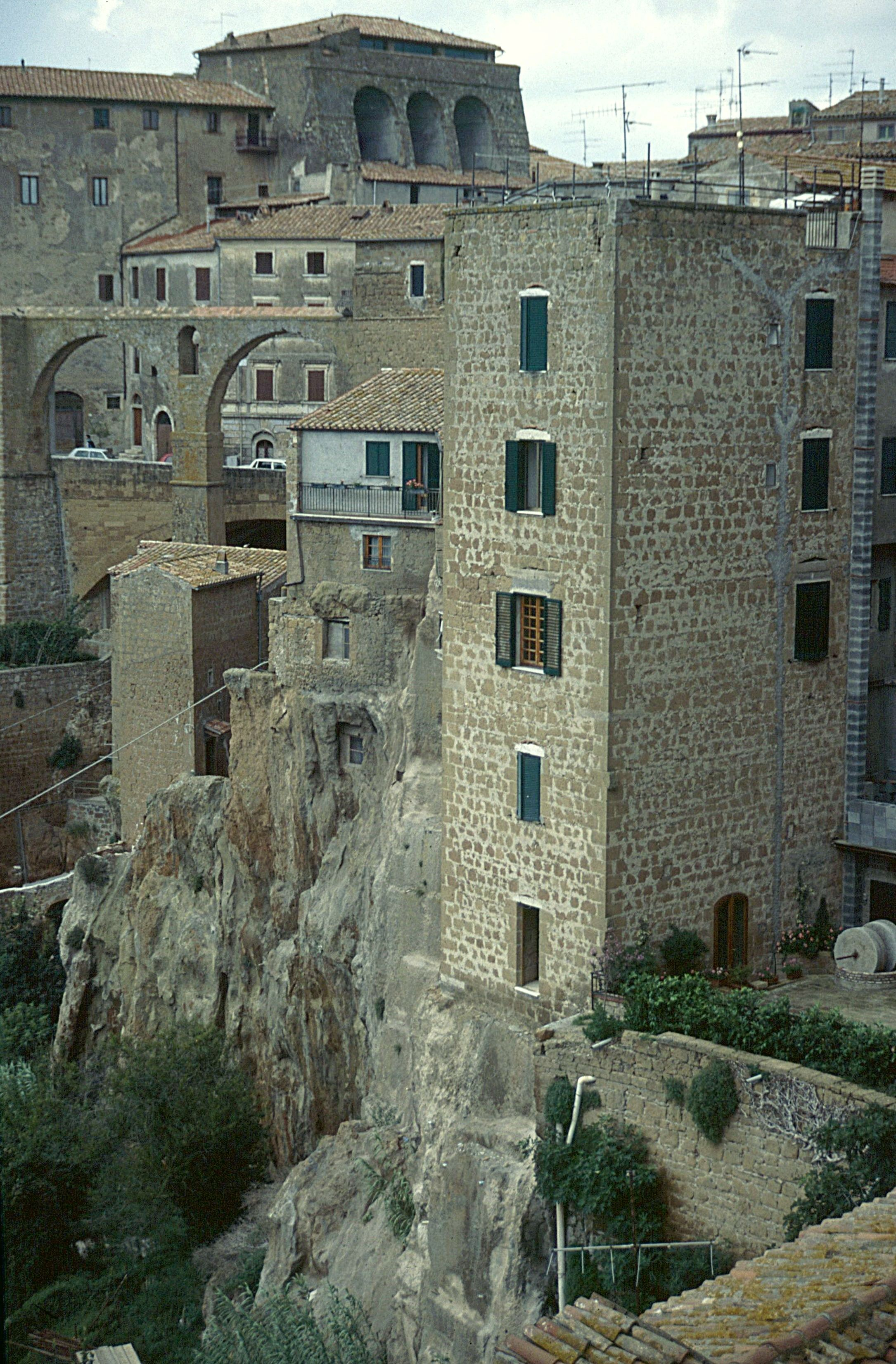
Aquädukt (links im Bild) und Synthese von Tuff und Häusern
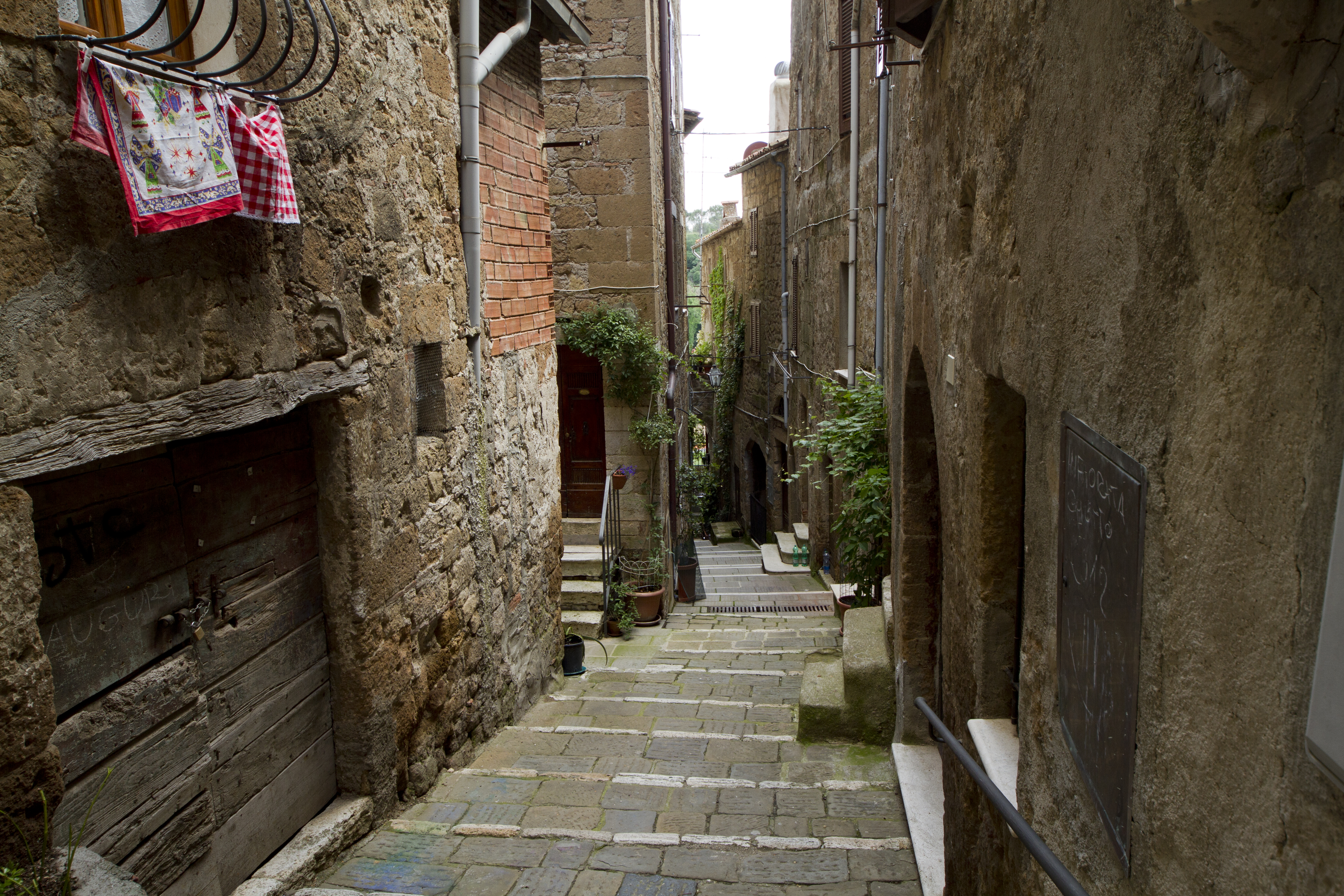
Gasse in der Altstadt
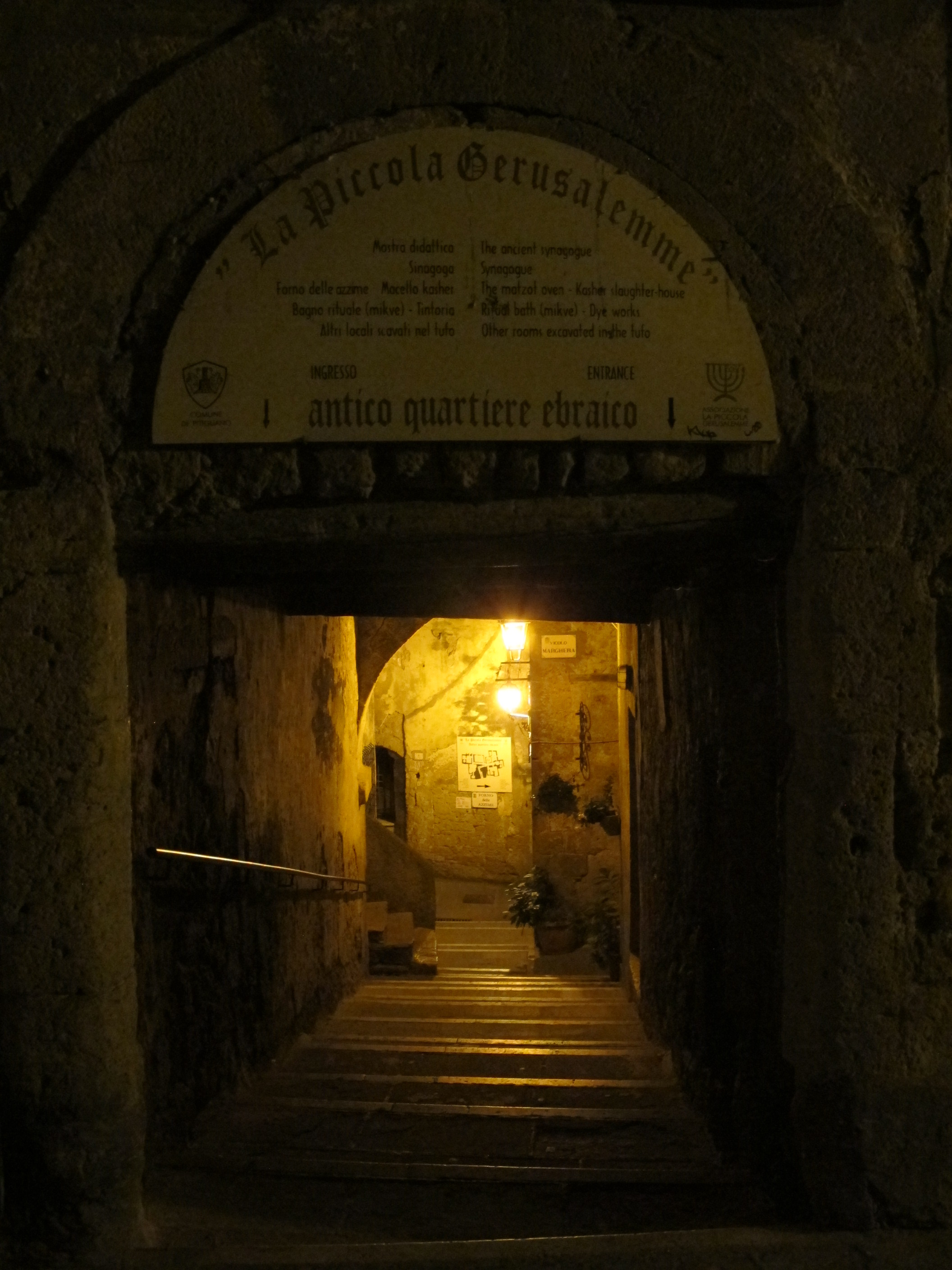
„Klein-Jerusalem“ bei Nacht

## Persönlichkeiten
- Francesco Zuccarelli (1702–1788), Maler des Rokoko
- Johann Karl Müllener (* 3. März 1768 in Lausanne (Taufe); † 23. Mai 1832 in Pitigliano), Landschaftsmaler tätig in Seravezza und Florenz[5]